# Martín de Foronda y Viedma
Martín de Foronda y Viedma (Madrid, 30 de enero de 1796) fue un político español.

## Reseña biográfica
Fue subdelegado principal de Montes.
En 1823 fue jefe político en comisión de Jaén, con la instauración de dichos títulos durante el Trienio Liberal Fue hecho prisionero de guerra en 1823, dentro de la derrota militar liberal ante los Cien Mil Hijos de San Luis y no ocupó más cargos públicos hasta el ascenso al trono de Isabel II de España y la instauración de un nuevo régimen liberal.
En 1834 fue ministro de Marina[cita requerida] y subdelegado principal de Montes de Segura. Era considerado un moderado.
En 1838 fue nombrado jefe político de la provincia de Toledo e intendente de la provincia, en medio de la primera guerra carlista. En 1839 lo fue de la provincia de Ávila
En 1840 lo fue de la provincia de Murcia, en la que se hizo famoso por incrementar el número de policías y por sus medidas de represión popular. En ese destino protagonizó un enfrentamiento con el público en el teatro que fue inmortalizado por el escritor José Echegaray. En el marco de la revolución de 1840 que llevó al poder al progresista Espartero, Foronda huyó de Murcia junto a otros liberales conservadores.
Desempeñó la Cátedra de Matemáticas en el Colegio Militar de San Fernando y secretario del Consejo de Su Majestad.
Tras la caída del poder de Espartero en 1843, Foronda fue nombrado jefe político de la provincia de Zaragoza, desempeñado el cargo del 17 de enero de 1844 al 11 de noviembre de 1844. Se recuerda de su mandato sus medidas de reglamentación sobre la prostitución, que continuó su sucesor y que en las que el propio Foronda insistiría en otras provincias.
En 1847 era jefe político de la provincia de Valencia. Aunque fue nombrado jefe político de la provincia de Barcelona el 25 de septiembre de 1848 no tomó posesión, volviendo a serlo de Zaragoza del 24 de septiembre de 1848 al 29 de octubre de 1848.
Tras la conversión del cargo de jefe político en el de gobernador civil, volvió a gobernar la provincia de Murcia con el nuevo título en 1851. Repetiría también el gobierno Zaragoza por tercera vez con el nuevo título del 8 de julio de 1851 al 13 de enero de 1852. En 1852 fue gobernador civil de la provincia de Barcelona  y de la provincia de Cádiz.